# چاه طیان

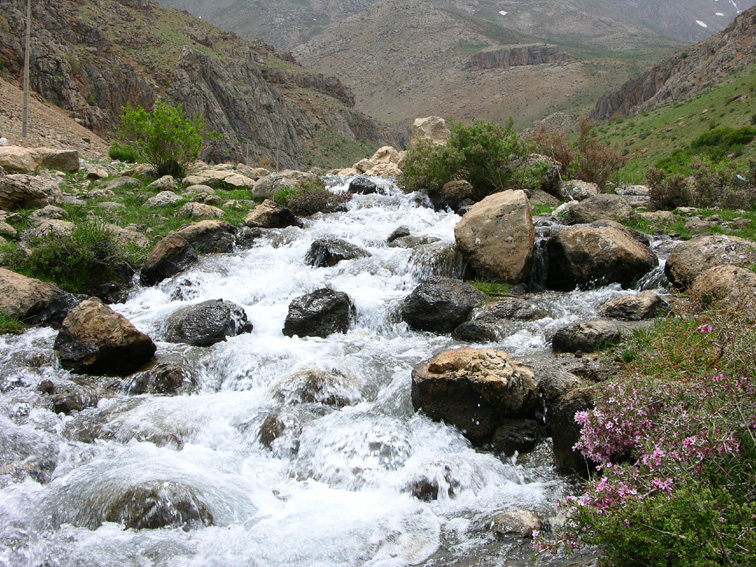

چشمه یا چاه طیان یا تیان نام چشمه‌ای است، که در کوهپایه رشته کوه اشترانکوه میان روستاهای بیدستانه و تیان شهرستان ازنا قرار گرفته‌است. این چاه/ چشمه که گودالی به قطر ۳ الی ۴ متر و عمق ۵ متر و سنگی دارد، یکی از پدیده‌های جالب زمین‌شناسی است و در اوایل بهار به طور ناگهانی و به یکباره فوران کرده و پرآب می‌گردد. آبدهی آن زیاد بوده و تا ماه‌ها ادامه می‌یابد و پس از مدتی در اواخر تابستان و اوایل پاییز به همان نحو به یکباره خشک شده و تا سال آینده و دوره جدید، بی آب می‌گردد. کارشناسان احتمال داده‌اند، این امر ناشی از ذوب شدن برفهای اشترانکوه و تونل‌های زیر زمینی بوده و آب برف‌ها در این محل از زمین فوران کرده و تشکیل چشمه می‌دهند. با سرد شدن هوا و بارش برف در اواخر تابستان و اوایل پاییز در اشترانکوه، این چشمه نیز تا دوره یا سال آینده خشک می‌گردد. چشمه تیان محل تفریح و گردش توریست‌ها و گردشگران است.